# آيت إيمكر (التوامة)
آيت إيمكر هي إحدى مشيخات المملكة المغربية، تتبع جغرافيا لإقليم الحوز وإداريًا لالتوامة. يقدر عدد سكانها بـ 7897 نسمة حسب الإحصاء الرسمي للسكان والسكنى لسنة 2004.